# Letonia en los Juegos Olímpicos de Nagano 1998
Letonia estuvo representada en los Juegos Olímpicos de Nagano 1998 por un total de 29 deportistas que compitieron en 6 deportes.  
El portador de la bandera en la ceremonia de apertura fue el deportista de bobsleigh Sandis Prūsis. El equipo olímpico letón no obtuvo ninguna medalla en estos Juegos.